# Ana Pavlova (film)
Anna Pavlova (titlul original: în rusă Анна Павлова) este un film biografic regizat de Emil Loteanu în 1983, cu Galina Beliaeva, James Fox și Serghei Șakurov. Filmul prezintă viața balerinei Anna Pavlova. Este o coproducție Uniunea Sovietică - Marea Britanie și este cunoscut și ca A Woman for All Time în țările anglofone.

## Distribuție
- Galina Beliaeva – Anna Pavlova (voce – Elena Proklova)
- Valentina Ganibalova – Anna Pavlova ca dansatoare
- Lina Buldakova – Anna Pavlova copil
- Serghei Șakurov – Mihail Fokin
- Vsevolod Larionov – Serghei Diaghilev
- Mihail Krapivin – Vațlav Nijinski
- Igor Skliar – Serghei Lifar
- James Fox – Viktor d'Andre (vocе – Serghei Malișevski)
- Svetlana Toma – Liubov, mama Annei Pavlova
- Natalia Fateeva – Matilda Kșesinskaia
- Piotr Gusev – Marius Petipa (vocе – Vladimir Kenigson)

- Anatoli Romașin – Aleksandr Benua
- Svetlana Svetlicinaia – Mașa
- Igor Dmitriev – Lev Bakst
- Leonid Markov – generalul Bezobrazov
- Viktor Sergacev – Vladimir Teliakovski, directorul Teatrului Imperial Rus
- Valentina Reșetnikova – Ekaterina, pedagog-repetitor
- Valeri Babiatinski – marele cneaz
- Vsevolod Safonov – baronul Vladimir Frederiks
- Nikolai Kriukov – Oscar al II-lea, rege al Suediei
- Grigore Grigoriu – Mihail Mordkin
- Emil Loteanu – directorul cantinei
- Gheorghe Dimitriu – Enrico Ceketti (voce — Lev Durov)
- Roy Kinnear – grădinarul londonez (vocе — Iuri Saranțev)
- Martin Scorsese – Gatti-Cassaza (vocе — Rolan Bîkov)
- Jacques Debary – Camille Saint-Saëns
- Galina Kravcenko – rol episodic
- Tiit Hiarm – Aleksandr Volinin
- Marat Daukaev – episoade de dans
- John Murray – Sol Iurok
- Bruce Forsyth – Alfred Batt, producător din Londra (vocе — Iuri Iakovlev)
- Aleksandr Zvenigorski – Aganson, violonist
- Alkis Kritikos – Albert, fratele lui Viktor d'Andre
- Grigori Liampe – un spectator la teatru
- Iuri Gusev – doctorul
- Ion Șcurea – Viktor Ștaier, dirijor
- Oleg Fedulov – cazacul
- Mircea Soțchi-Voinicescu – un mexican
- Oleg Kimmel – Mihail Fokin, copil
- Galina Iniutina – dama de la teatru

## Lansare
A fost lansat în anul 1983 și a avut parte de succes comercial, fiind vizionat de 7,6 milioane de spectatori în cinematografele din Uniunea Sovietică.